# Аббасифар, Хасан
Хасан Аббасифар (перс. حسن عباسی‌فر‎; род. 11 августа 1972, Шираз) — иранский и испанский шахматист, гроссмейстер (2013).
Чемпион Ирана 2000 г.
В составе сборной Ирана участник трёх шахматных олимпиад (1994, 1998, 2000 гг.).

## Изменения рейтинга
| Графики недоступны из-за технических проблем. См. информацию на Фабрикаторе и на mediawiki.org. |